# 全民国防教育日 (中华人民共和国)
全民国防教育日是中华人民共和国于2001年设立的主题活动日，该主题活动日设在每年的九月第三个星期六，目的是在给群众进行国防知识宣传等活动，而且在北上广等部分地区则会响起防空警报。